# Erica Musso
Erica Musso (Savigliano, Italia, 29 de julio de 1994) es una nadadora italiana especializada en pruebas de estilo libre media distancia, donde consiguió ser subcampeona mundial en 2015 en los 4x200 metros.

## Carrera deportiva
En el Campeonato Mundial de Natación de 2015 celebrado en Budapest ganó la medalla de plata en los relevos de 4x200 metros estilo libre, con un tiempo individual de 1:58.66 segundos, tras Estados Unidos (oro) y por delante de la República Popular China (bronce).